# Wick, West Sussex
Wick är en ort i civil parish Littlehampton, i distriktet Arun, i grevskapet West Sussex, i England. Orten hade 13 220 invånare år 2021. Wick var en civil parish 1901–1974 när blev den en del av Littlehampton. Civil parish hade 4 138 invånare år 1951.